# Engawa

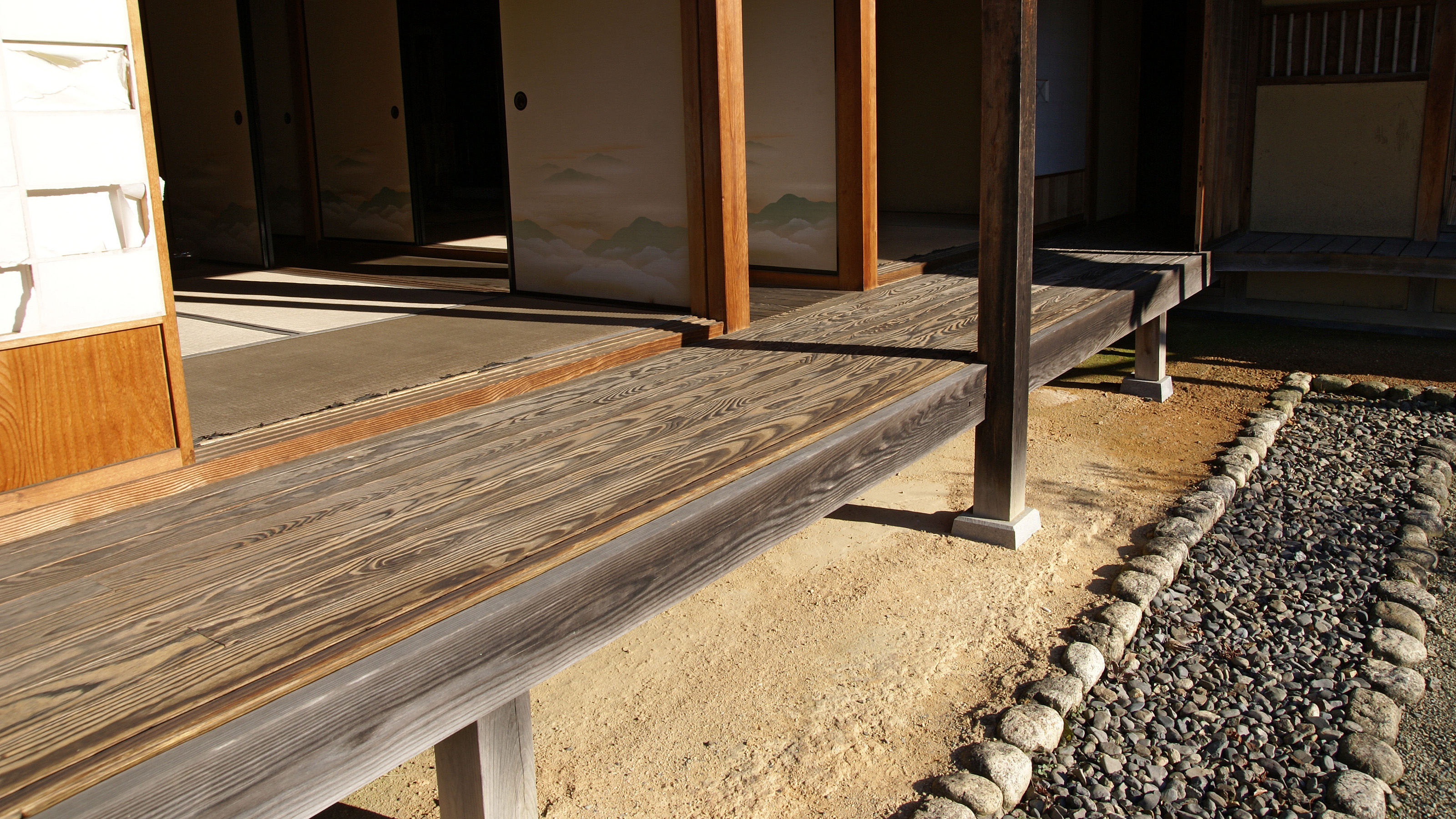
Un engawa.

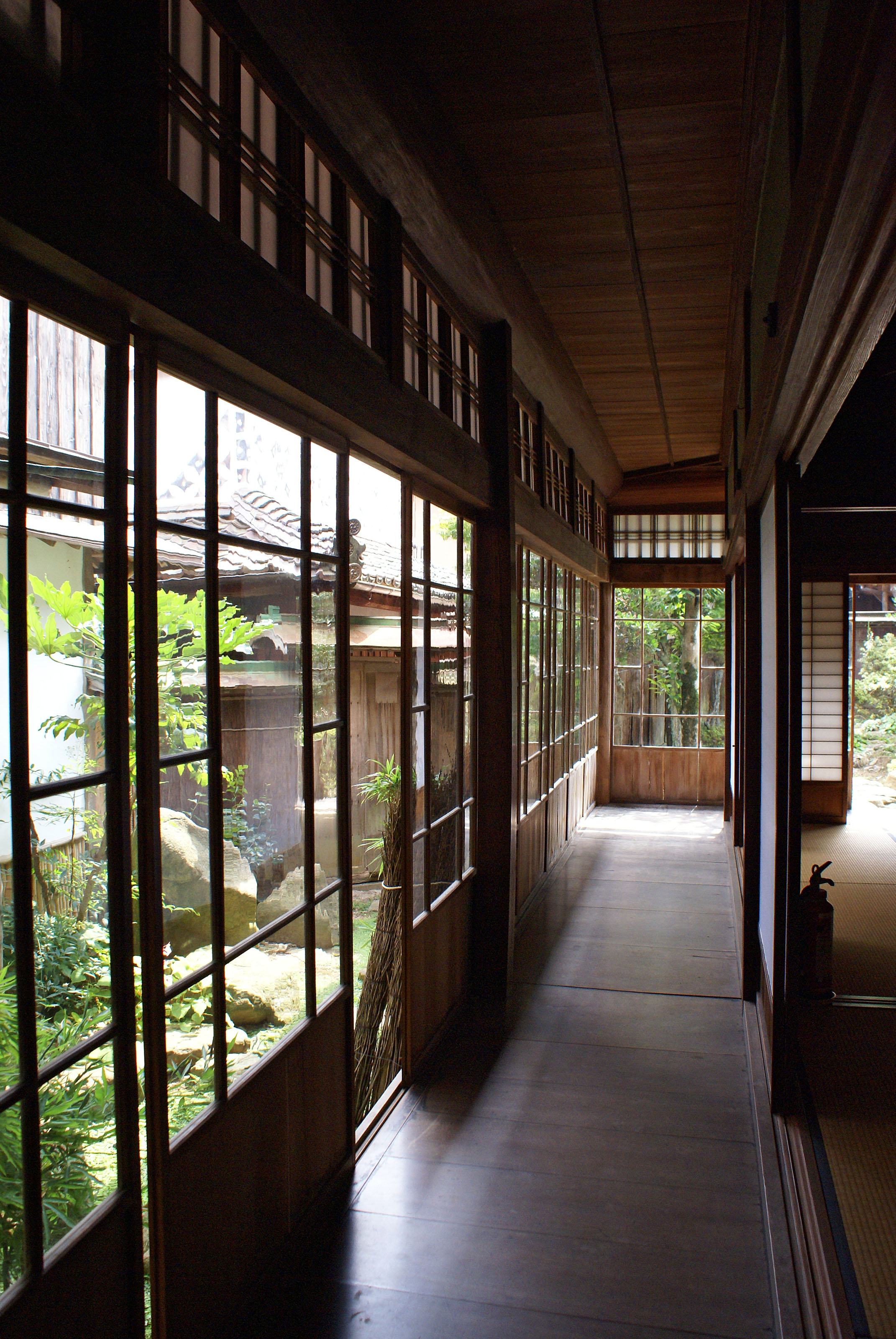
Un engawa couvert.

L'engawa (縁側／掾側) est une véranda japonaise en bois.

## Description
Un engawa est une bande de sol suspendue généralement en bois et se trouvant juste devant la fenêtre ou les volets des pièces dans les maisons traditionnelles japonaises.
Elle sépare l'espace de vie intérieur de l'extérieur, servant de plateforme intermédiaire entre les deux. Plutôt étroite, elle ressemble parfois à un couloir.
Il existe deux grands types d’engawa : le nure-en (濡縁), ouvert sur l'extérieur, et le kure-en (榑縁), qui est fermé.

## Histoire
L'engawa est née à l'époque de Heian (794-1185). Elle permettait alors aux nobles de se déplacer d'un bâtiment à l'autre tout en étant protégés.
Cependant, c'est seulement depuis environ un siècle qu'elle est apparue dans les maisons.
Mais après la guerre, avec la croissance économique rapide, le prix du terrain a augmenté. Avec moins d'espace disponible, les maisons familiales ont dû se concentrer sur l'essentiel comme la cuisine, le salon, la salle de bain et les toilettes. La nécessité de conserver une engawa a été remise en question, et leur nombre a diminué progressivement jusqu'à disparaître des conceptions de maisons japonaises.